# アンソニー・ブラウン (1986年生のバスケットボール選手)
アンソニー・ブラウン（英語:Anthony Brown、1986年11月30日 - ）は、アメリカ合衆国出身のバスケットボール選手である。ポジションはフォワード。

## 来歴
オクラホマ州立大学を卒業後、5ヶ国でプレー。
2013年7月、バンビシャス奈良と契約を結んだ。奈良、大阪エヴェッサ、 浜松・東三河フェニックス、滋賀レイクスターズの間で行われたbjリーグカップではインサイドで存在感を見せて、優勝に貢献した。シーズン51試合に出場。